# De Borrekens

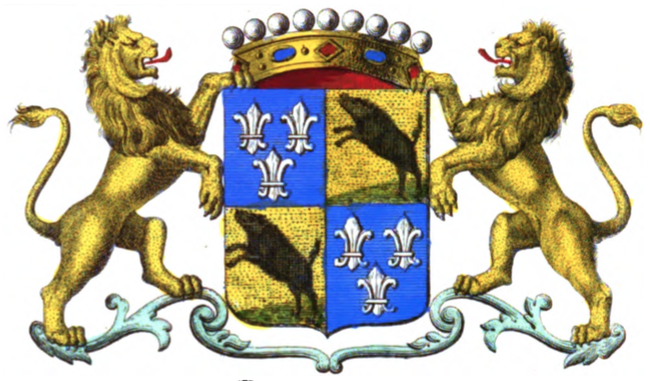
Wapen van de familie de Borrekens

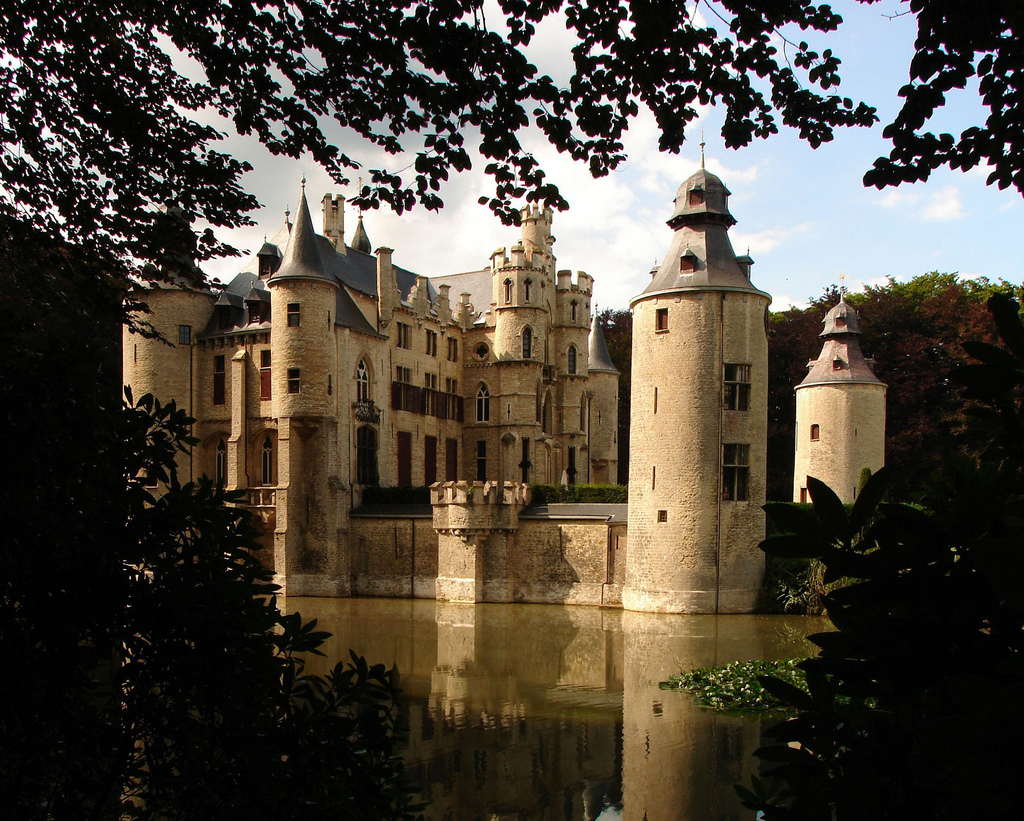
Kasteel de Borrekens in Vorselaar

De Borrekens is een Zuid-Nederlandse adellijke familie.

## Geschiedenis
- In 1716 werd aan Engelbertus-Zeger Borrekens adelsbevestiging verleend (adelsverheffing voor zo veel nodig) en de titel ridder van het Heilige Roomse Rijk, overdraagbaar op alle mannelijke afstammelingen. Het diploma werd volgens de regels in de Oostenrijkse Nederlanden geregistreerd, maar toch werd het op 24 juli 1734 bij decreet herroepen.
- Niettemin werd een paar maanden later opnieuw bevestiging van adel, ditmaal met de persoonlijke titel ridder toegekend aan Engelbert de Borrekens, zoon van voorgaande, en dit met terugwerkende kracht tot 15 oktober 1716.
- In 1783 werd de titel baron verleend, overdraagbaar bij eerstgeboorte, aan Jean-Charles de Borrekens, zoon van de voorgaande, raadsheer in de Handelsrechtbank.

## Genealogie
- Engelbertus-Zeger Borrekens
  - Engelbert de Borrekens
    - Jacques-Hyacinthe de Borrekens (1741-1817) (zie hierna)
    - baron Jean-Charles de Borrekens, raadsheer van keizerin Maria-Theresia, grootaalmoezenier van Antwerpen, x Isabelle Goubau
      - Jean-Englebert de Borrekens (zie hierna)
      - Charles-Antoine de Borrekens (zie hierna)

## Jacques de Borrekens
Jacques Joseph Hyacinthe Joseph de Borrekens (1741-1817) werd in 1816 erkend in de erfelijke adel van het Verenigd Koninkrijk der Nederlanden en benoemd in de Ridderschap van de provincie Antwerpen. Hij weigerde de benoeming, die bij Koninklijk Besluit werd geannuleerd.

## Jean-Englebert de Borrekens
Jean Englebert Hyacinthe Joseph de Borrekens (Antwerpen, 27 oktober 1762 - 15 juni 1827) verkreeg in 1822 erkenning in de erfelijke adel van het Verenigd Koninkrijk der Nederlanden, met de titel baron overdraagbaar bij eerstgeboorte en de titel ridder overdraagbaar op alle afstammelingen. Van afstamming kwam echter niet in huis, want hij overleed als vrijgezel.

## Charles de Borrekens
- Charles Antoine Joseph de Borrekens  (Antwerpen, 22 juli 1770 - Mechelen, 5 januari 1846), broer van voorgaande, verkreeg in 1824, onder het Verenigd Koninkrijk der Nederlanden, erkenning in de erfelijke adel, met de titel ridder overdraagbaar op alle mannelijke afstammelingen. Hij moest normaal in 1827 de baronstitel van zijn broer erven, maar deed hiervoor niet de nodige regularisatie. Hij trouwde in 1790 met Isabelle Wellens (1763-1809) en ze kregen acht kinderen.
  - Florentin de Borrekens (1796-1878) erfde de baronstitel en liet hem in 1871 bevestigen als overdraagbaar op alle afstammelingen. Hij trouwde met Josèphe du Bois (1807-1878).
    - Constantin de Borrekens (1836-1915), lid van de Heraldische Raad, trouwde met Raphaëlle van Ertborn (1841-1932).
      - Marie de Borrekens (18863-1936) trouwde met baron Paul Rotsart de Hertaing (1861-1928), burgemeester van Sint-Andries.
      - Engelbert Victor Joseph Constantin de Borrekens (1864-1949) burgemeester van Halle, trouwde met Valérie du Bois de Vroylande (1868-1905). Ze kregen acht kinderen, met afstammelingen tot heden.
      - Edouard Adrien de Borrekens (1874-1935), gemeenteraadslid van Vorselaar, trouwde met Marie-Eulalie van de Werve (1876-1958). Ze kregen vijf kinderen, met afstammelingen tot heden. Het kasteel de Borrekens kwam in 1911 door huwelijk in het bezit van Edouard de Borrekens. Het werd laatst bewoond door zijn zoon Raymond de Borrekens (1899-1998) om vervolgens in erfpacht te worden genomen door een vennootschap.